# In a Sentimental Mood
"In a Sentimental Mood" is een jazzcompositie van de Amerikaanse bigbandleider en componist Duke Ellington.
Ellington componeerde het in 1935 en nam het nog datzelfde jaar, op 30 april, op met zijn orkest, met een solo door altsaxofonist Otto Hardwick. Het nummer kwam uit op plaat (op het label Brunswick) en werd meteen een hit: het haalde nummer 14 in de Amerikaanse poplijsten. Andere artiesten scoorden in die jaren eveneens met het nummer: Benny Goodman (1936, nummer 13 in de lijsten) en Mills Blues Rhythm Band (1936, nummer 19). Het was zeer populair en werd de herkenningsmelodie voor negen radio-shows in Amerika. Manny Kurtz en Irving Mills schreven er later een tekst voor.
Volgens Ellington schreef hij het nummer tijdens een feestje in Durham, waar een kennis problemen kreeg met twee dames. "Om de boel te sussen, componeerde ik het ter plekke, met een chick aan beide kanten van de piano." Volgens Ellington-biograaf James Lincoln Collier was de song een bewerking van een melodielijn van Hardwick.
Ellington nam zijn bekendste versie op met saxofonist John Coltrane (op de platen 'Duke Ellington and John Coltrane' en 'Coltrane for Lovers'). Het werk is talloze malen door andere artiesten gespeeld en opgenomen, waaronder Phyllis Hyman, Ella Fitzgerald, Sarah Vaughan, Art Tatum, Bill Evans, Stan Getz, Django Reinhardt, Lucky Thompson, Jay McShann, Sonny Rollins, Thelonious Monk (met Charlie Rouse), Billy Joel en Daniel Barenboim met Renée Fleming.
Een van Ellingtons uitvoeringen was de herkenningsmelodie voor het televisieprogramma waarin de Nederlandse schrijver Simon Carmiggelt zijn 'Kronkels' voorlas. In een interview vertelde Carmiggelt dat het epische (verhalende) muziek is, waarna je 'alles kunt vertellen, want deze muziek past overal bij'.